# Quebec Bulldogs
Quebec Bulldogs – kanadyjski klub hokeja na lodzie z siedzibą w Quebec działający w latach 1888–1925, jeden z założycieli ligi NHL.

## Historia
Quebec Bulldogs był jednym z założycieli NHL, jednak nie mieli funduszy, aby wystartować w dwóch pierwszych sezonach, wystartowali dopiero w trzecim, gdzie zajęli ostatnie miejsce i to spowodowało, że przeprowadzili się do Hamilton i zmienili nazwę na Hamilton Tigers. Drużyna Quebec Bulldogs przez 32 lata istnienia grała w aż sześciu różnych ligach. Dwa razy sięgała po Puchar Stanleya: w 1912 i 1913 roku.